# Jordan Smith (giocatore di football americano)
Jordan Smith (Lithonia, 10 aprile 1998) è un giocatore di football americano statunitense che milita nel ruolo di defensive end per i Jacksonville Jaguars della National Football League (NFL).

## Carriera

### Jacksonville Jaguars
Tufele al college giocò a football alla University of Alabama at Birmingham. Fu scelto nel corso del quarto giro (121º assoluto) nel Draft NFL 2021 dai Jacksonville Jaguars. Nella sua stagione da rookie mise a segno un tackle in due presenze, nessuna delle quali come titolare.